# لولمان (مقاطعة فومن)
لولمان (بالفارسية: لولمان) هي قرية تقع في غيلان في إيران. يقدر عدد سكانها بـ 423 نسمة بحسب إحصاء 2016.